# Гималайский кольчатый попугай
Гималайский кольчатый попугай (лат. Psittacula himalayana) — птица отряда попугаеобразных.

## Внешний вид
Длина тела 40 см, хвоста — 23 см. Основная окраска оперения зелёная, шея и голова тёмно-серого цвета с голубоватым отливом. На шее имеется «ожерелье» чёрного цвета, на горле — «галстук», на крыльях — красная полоса. Клюв красный. У самок более тусклая окраска, нет красных полос на крыльях.

## Распространение
Обитают от севера Индии до Вьетнама.

## Образ жизни
Населяют горные районы до высоты 2700 м над уровнем моря. В зимний период перелетают в более низкие места, в долины.

## Классификация
Международный союз орнитологов не выделяет подвидов, однако некоторые ученые рассматривают Psittacula finschii в качестве подвида гималайского кольчатого попугая.
- Psittacula himalayana himalayana — голова тёмно-серая с отдельными пёрышками голубого цвета. У самца клюв красный, нижняя его часть — жёлто-оранжевая. Самка имеет роговую окраску клюва, основание нижней части клюва у неё коричневого цвета. Общая окраска оперения у птиц обоего пола зелёная. Распространён в восточном Афганистане, Западной Индии, Непале.
- Psittacula himalayana finschii — общая окраска оперения желтовато-зелёная. Голова серо-голубая. Молодые птицы зелёного цвета с коричнево-серыми щеками. Распространён в Мьянме, Таиланде, Лаосе и Вьетнаме. Этот подвид редко держат в домашних условиях.